# Port lotniczy Guernsey
Port lotniczy Guernsey (IATA: GCI, ICAO: EGJB) – port lotniczy położony na wyspie Guernsey (część terytorium o tej samej nazwie), w archipelagu Wysp Normandzkich.

## Kierunki lotów i linie lotnicze
| Linia lotnicza       | Kierunek |
| -------------------- | --- |
| Aurigny Air Services | 1. Alderney 2. Birmingham 3. Bristol 4. Exeter 5. Leeds/Bradford 6. Londyn-City (od 31 marca 2024) 7. Londyn-Gatwick 8. Londyn-Stansted (powrót od 31 marca 2024) 9. Manchester 10. Paryż-Charles de Gaulle (od 1 kwietnia 2024) 11. Southampton Sezonowo: 1. Dublin 2. East Midlands 3. Edynburg (od 29 maja 2024) 4. Grenoble 5. Liverpool (od 2 kwietnia 2024) 6. Newquay (od 23 lipca 2024) |
| Blue Islands         | 1. / Jersey 2. Southampton Sezonowe czartery: 1. Rotterdam 2. Groningen |
| British Airways      | Sezonowe czartery: 1. Faro (od 26 maja 2024) 2. Palma de Mallorca |

## Galeria

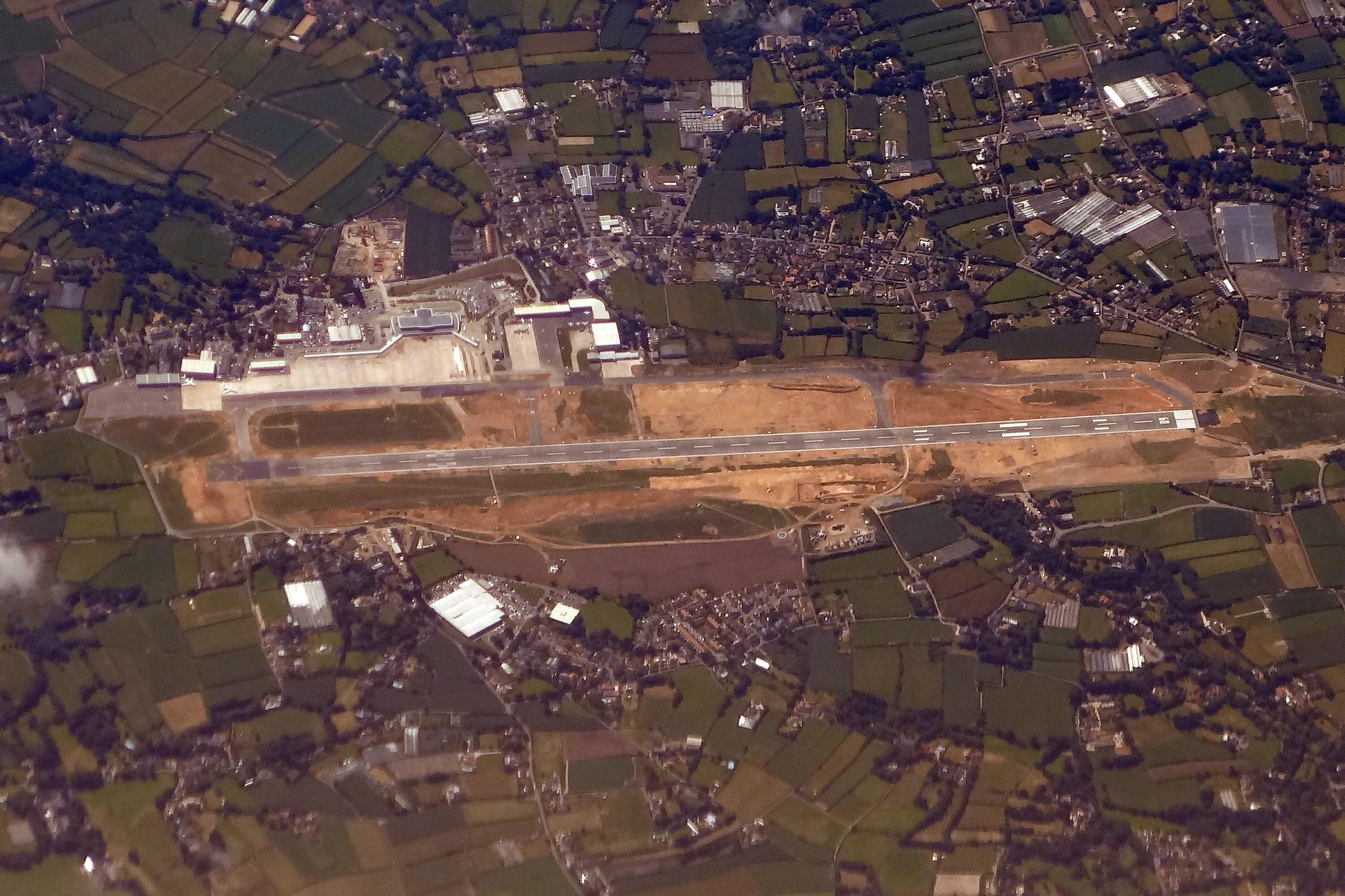
Widok na lotnisko Guernsey z powietrza
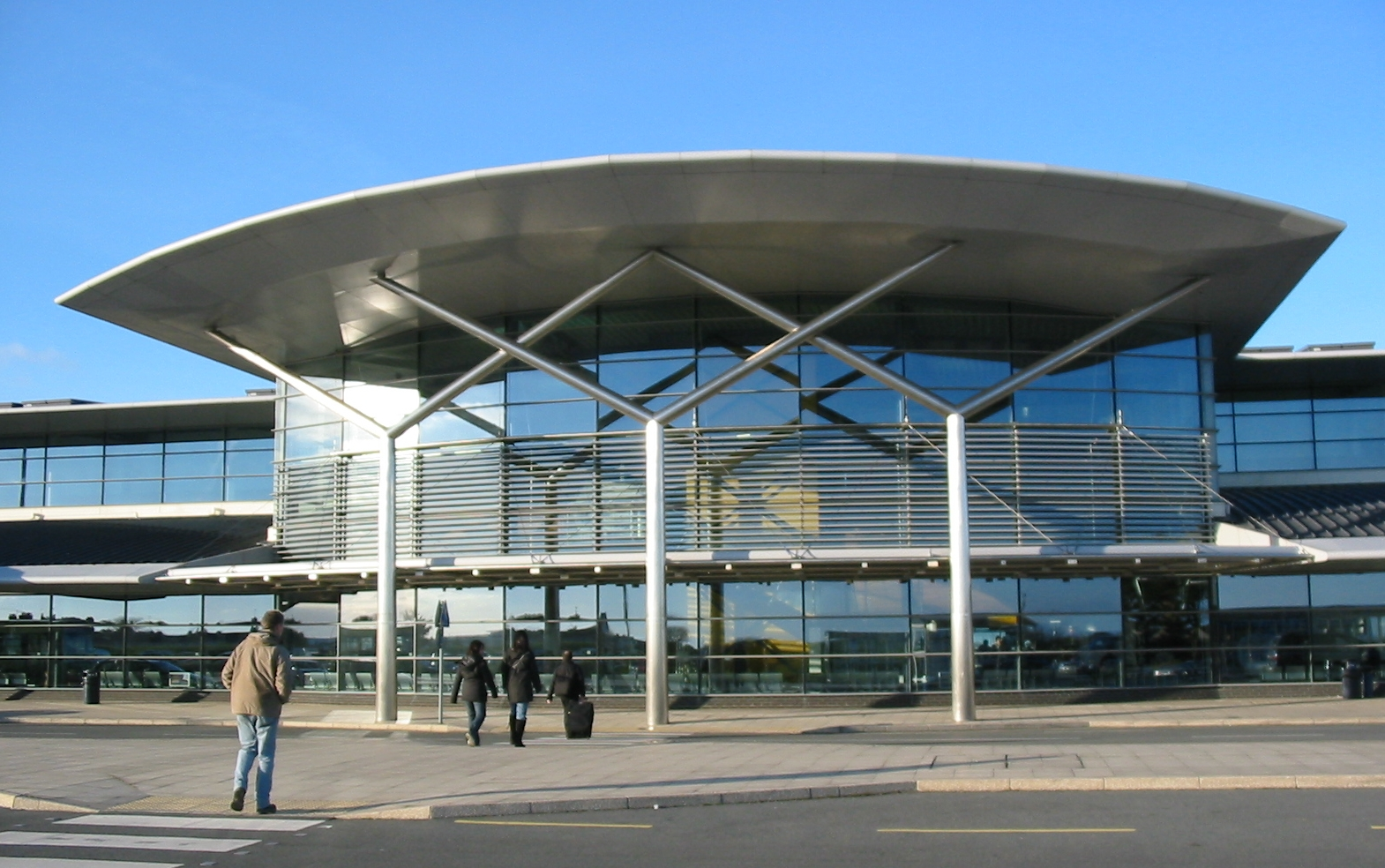
Terminal portu lotniczego Guernsey
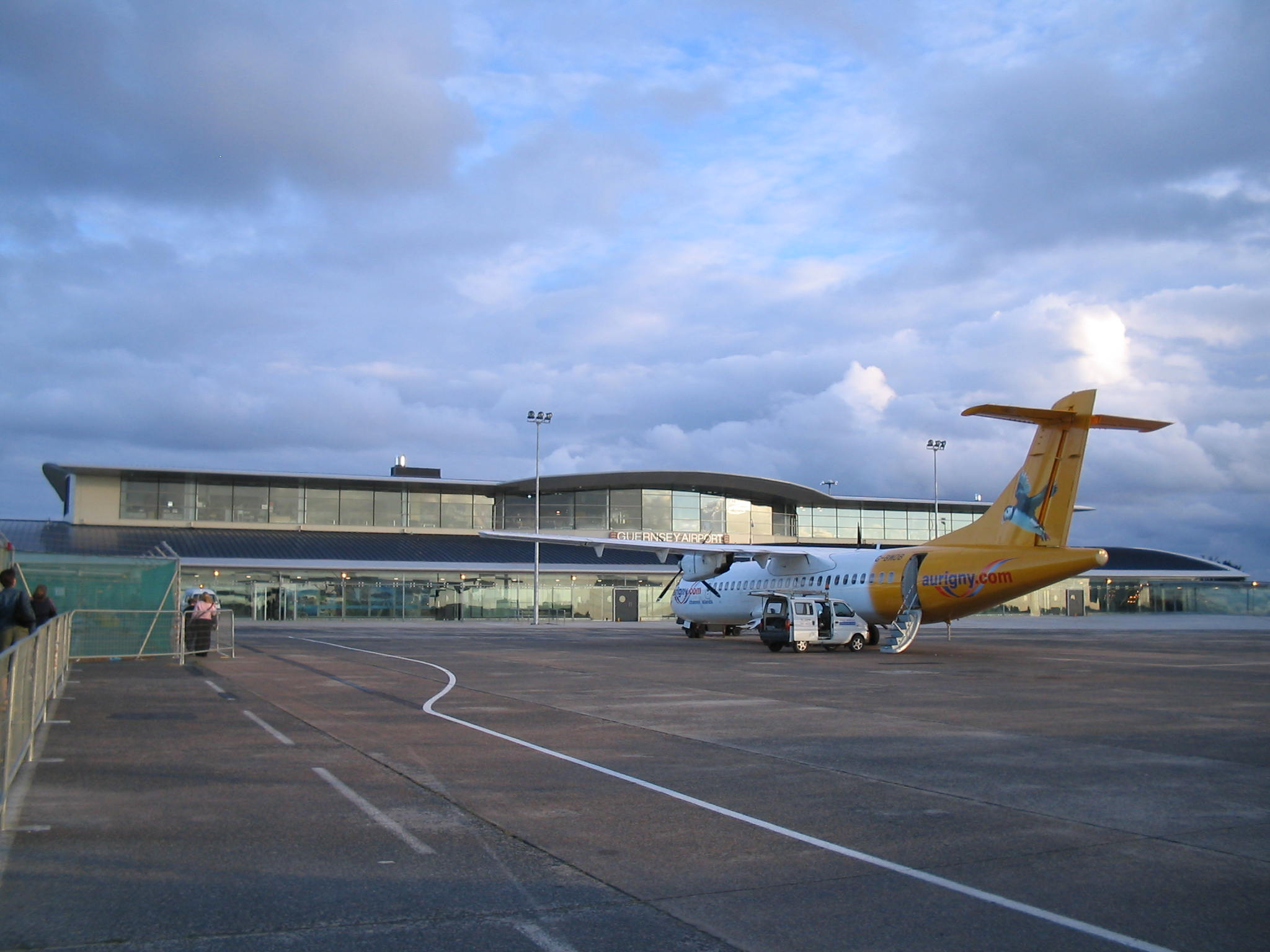
Samolot Aurigny Air Services, lokalnej linii lotniczej z Guernsey stoi na płycie lotniska
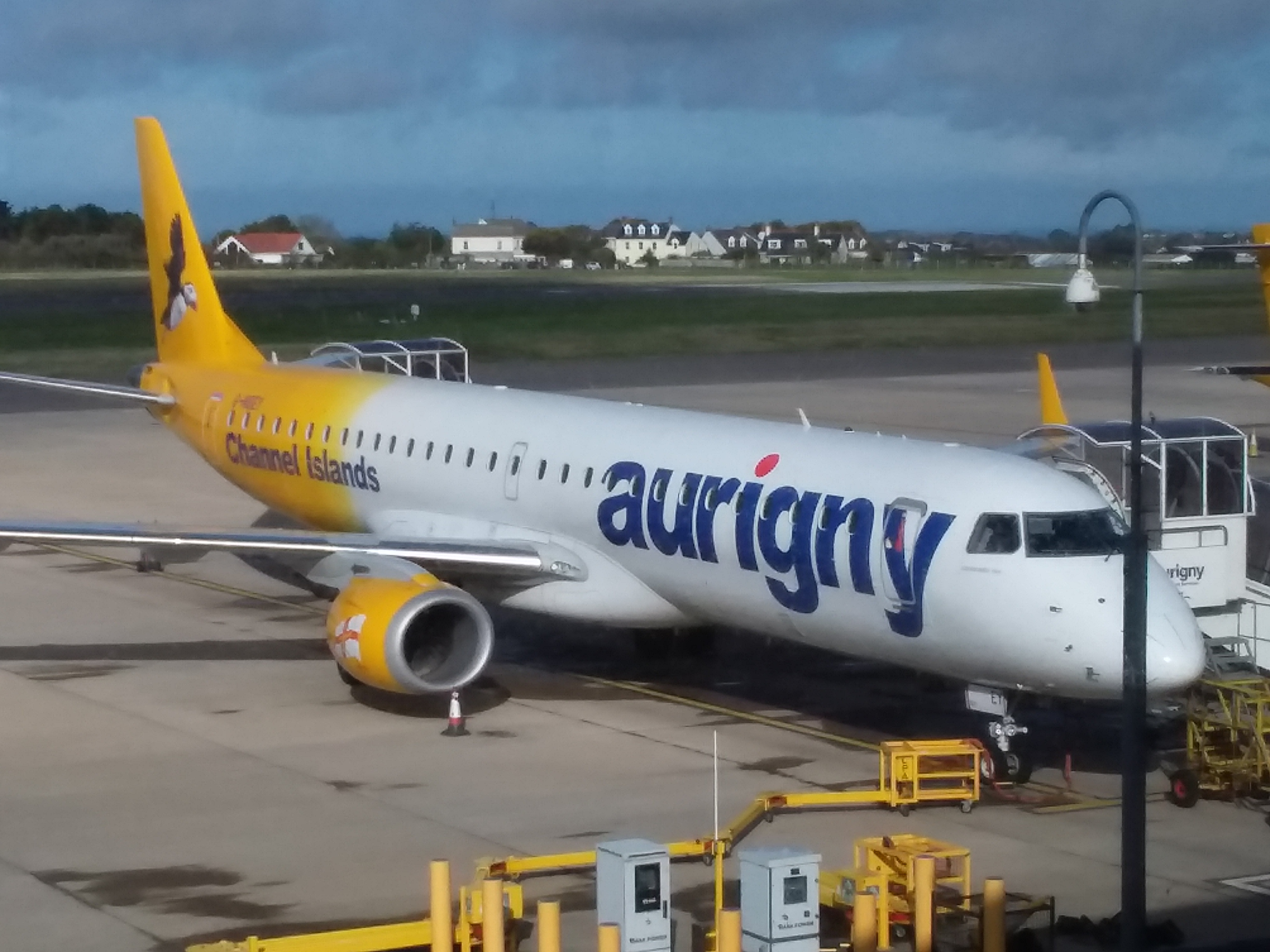
Embraer 195 Aurigny na lotnisku Guernsey